# Platysolenites
Platysolenites es un género de foraminífero bentónico de la subfamilia Hyperammininae, de la familia Hyperamminidae, de la superfamilia Hippocrepinoidea, del suborden Hippocrepinina y del orden Astrorhizida. Su especie tipo es Platysolenites antiquissimus. Su rango cronoestratigráfico abarca desde el Senoniense hasta el Maastrichtiense (Cretácico superior).

## Discusión
Clasificaciones previas incluían Areniconulus en la familia Bathysiphonidae, de la superfamilia Astrorhizoidea, así como en el suborden Textulariina del orden Textulariida

## Clasificación
Platysolenites incluye a las siguientes especies:
- Platysolenites antiquissimus †
- Platysolenites cooperi †
- Platysolenites spiralis †